# Area metropolitana della Valle del Tuy
L'area metropolitana della Valle del Tuy è un'area metropolitana nello stato di Miranda, in Venezuela. Include sei municipalità ed è parte dell'area della Grande Caracas, ospitando in totale una popolazione di 693.864 abitanti.

## Città
Le principali città dell'area sono:
1. Ocumare del Tuy (pop. 127.027)
2. Cúa (pop. 110.449)
3. Santa Teresa del Tuy (pop. 86.299)
4. Charallave (pop. 75.106)
5. Santa Lucía (pop. 70.000)
6. San Francisco de Yare (pop. 37.261)
7. Nueva Cúa (pop. 32.611)

## Municipalità
| Municipalità                           | Area (km²) | Popolazione 2013 | Densità di popolazione 2013 (/km²) |
| -------------------------------------- | ---------- | ---------------- | ---------------------------------- |
| Cristóbal Rojas                        | 120        | 106.285          | 885,70                             |
| Independencia                          | 284        | 179.745          | 632,90                             |
| Lander                                 | 478        | 149.581          | 312,93                             |
| Paz Castillo                           | 408        | 129.509          | 317,42                             |
| Simón Bolívar                          | 131        | 149.581          | 312,93                             |
| Urdaneta                               | 273        | 143.060          | 524,02                             |
| Area Metropolitana della Valle del Tuy | 1694       | 754.081          | 445,14                             |